# Natasha Beaumont
Natasha Beaumont, född 21 juni 1974 i Kuala Lumpur, Malaysia, är en skådespelare.

## Filmografi
- 2017 – Home and Away (TV-serie)
- 2002 – Farscape (TV-serie)